# Sunday Times bogpris
Sunday Times / University of Warwick Young Writer of the Year er en litteraturpris som gives til en britisk forfatter under 35 år for en udgivelse (både fiktion, nonfiktion og poesi). Den administreres af Society of Authors og har kørt siden 1991.
I 2019 blev University of Warwick medsponsor, og prisen fik navnet The Sunday Times / University of Warwick Young Writer of the Year Award.